# Okamejei schmidti
Okamejei schmidti är en rockeart som först beskrevs av Ishiyama 1958.  Okamejei schmidti ingår i släktet Okamejei och familjen egentliga rockor. IUCN kategoriserar arten globalt som otillräckligt studerad. Inga underarter finns listade i Catalogue of Life.